# Pyrrhopoda oblonga
Pyrrhopoda oblonga är en skalbaggsart som beskrevs av Olsoufieff 1925. Pyrrhopoda oblonga ingår i släktet Pyrrhopoda och familjen Cetoniidae. Inga underarter finns listade i Catalogue of Life.